# Programa Ecoescolas
O Programa Ecoescolas é um projecto educativo internacional promovido pela organização não governamental euopeia Fundação para a Educação Ambiental (em inglês: Foundation for Environmental Education - FEE) e apoiado pela Comissão Europeia.
O programa, destinado preferencialmente às escolas do ensino básico, mas aberto a todos os graus de ensino do pré-escola às universidades, pretende reconhecer (com a atribuição da Bandeira Verde Ecoescola) e estimular as escolas empenhadas em melhorar o seu desempenho ambiental, gestão do espaço escolar e sensibilização da comunidade.
Uma Ecoescola é uma instituição de ensino que segue o Programa Ecoescolas. Até o final do ano lectivo 2004/05, 14.000 escolas no mundo participam do programa.

## Programa
O Programa Ecoescolas consiste numa metodologia constituída por sete passos:
1. Conselho Ecoescolas
2. Auditoria ambiental
3. Plano de acção
4. Monitorização/Avaliação
5. Trabalho curricular
6. Divulgação à comunidade
7. Eco-código

## Em Portugal
Em Portugal, o Programa Ecoescolas é organizado pela Associação Bandeira Azul da Europa (ABAE). O Programa Ecoescola foi implementado em Portugal desde o ano lectivo 1996/97. Atualmente, o Programa Ecoescolas, completando a sua 1.ª década, conta com mais de 500 inscrições em 2006. 356 inscrições alcançaram o nível de qualidade que possibilitou a obtenção do galardão Bandeira Verde Ecoescola.

## Resto do Mundo
Actualmente, em 2007, o Programa Ecoescolas encontra-se implantado em 37 países. São eles:

### África
- África do Sul
- Marrocos
- Quénia

### América
- Brasil
- Chile

### Ásia
- Bangladesh

### Europa
- Alemanha
- Bélgica
- Bulgária
- Chipre
- Dinamarca
- Escócia
- Eslováquia
- Eslovénia
- Espanha
- Estónia
- Finlândia
- França
- Gales
- Grécia
- Holanda
- Inglaterra/Irl. Norte
- Irlanda
- Islândia
- Itália
- Letónia
- Lituânia
- Malta
- Noruega
- Portugal
- República Checa
- Roménia
- Rússia
- Suécia
- Turquia

### Oceania
- Nova Zelândia